# Cyrtopholis jamaicola
Cyrtopholis jamaicola é uma espécie de aranha pertencente à família Theraphosidae (tarântulas).

## Lista
Lista das espécies de Theraphosidae (Lista completa das Tarântulas.)